# 티비즈
티비즈(TVis)는 대한민국의 방송채널 사용사업자인 주식회사 에이비엔미디어가 운영하는 여행 전문 텔레비전 채널이다. 케이블TV를 통해서만 시청이 가능하다. 현재는 히스토리 채널로 대역이 변경된 상태이다.

## 프로그램
- [일단 출발 시즌 1,2]-자체 제작
- [3go,이하람의 배낭여행기]-자체 제작
- [길 위의 여행] -자체 제작
- [투어리스트]-자체 제작
- [아웃도어 TV]-자체 제작
- [이야기가 있는 여행] -자체 제작
- [세계를 맛보다 두 남자의 음식 정복기]-자체 제작
- [문화탐험 대한민국, 나는 한국인이다]-자체 제작
- [하늘을 걷다 중국 쓰구냥산] -자체 제작
- [규슈,어디까지가봤니]-자체 제작

## 관계사
- 아름방송네트워크
- 브로스앤미디어
- 센트럴넷